# Кыржа (Васлуй)
Кыржа (рум. Cârja)— деревня, расположенная в жудеце Васлуй в Румынии. Административно подчинен городу Мурджени.

## География
Деревня расположена в 246 км к северо-востоку от Бухареста, 61 км к юго-востоку от Васлуя, 118 км к югу от Ясс, 80 км к северу от Галаца.

## Население
По данным переписи населения 2002 года в селе проживали 1208 человек.

### Национальный состав
| Национальность | Кол-во человек | Процент |
| -------------- | -------------- | ------- |
| Румыны         | 1208           | 100 %   |

### Родной язык
| Язык      | Кол-во человек | Процент |
| --------- | -------------- | ------- |
| Румынский | 1208           | 100 %   |